# Грб Палестине
Грб Палестине се може односити на амблем који користи Палестинска Народна Самоуправа (ПНА) и Држава Палестина или на амблем који користи Палестинска ослободилачка организација (ПЛО).

## Амблем ПНА и Државе Палестине
Грб који користи Палестинска Народна Самоуправа (ПНА) и Држава Палестина се састоји од Саладиновог орала који носи штит на коме су поређане панарапске боје у облику палестинске заставе. Испод је поље са арапским текстом „Палестина“ (арап. فلسطين).
Алтернативна верзија са текстом „Палестинска самоуправа“ (арап. السلطة الفلسطينية) користила се од стране Палестинске Народне Самоуправе, уместо верзије са текстом  „Палестина“, све до промене статуса Палестине у Уједињеним нацијама 29. новембра 2012.
- Верзија са текстом „Палестинска самоуправа“ уместо „Палестина“.
- Верзија која се користи на вебсајту Министарства спољних послова
- Грб на палестинској застави

## Амблем ПЛО
Амблем Палестинске ослободилачке организације се састоји палестинске заставе изнад и мапе Палестине под британском командом (представља данашњи Израел, Појас Газе и Западну обалу).